# Karl Gottlob Heydrich
Karl Gottlob Heydrich (* 21. Dezember 1714 in Reibersdorf; † 20. November 1788 in Wien) war ein deutscher Schauspieler.

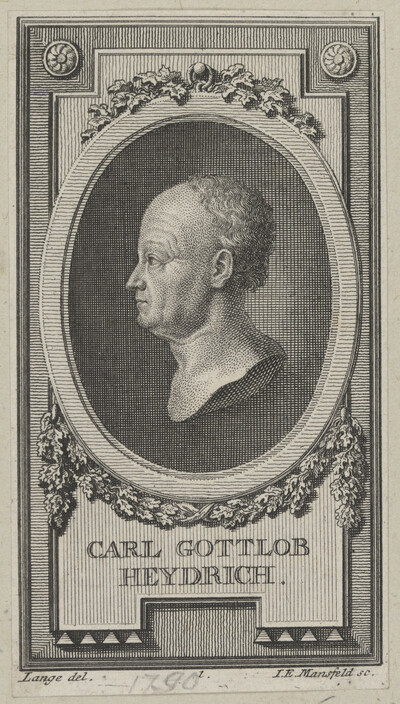
Kupferstich von Karl Gottlob Heydrich

## Leben
Karl Gottlob Heydrich war der Sohn eines Landarztes und studierte anfänglich in Jena Medizin. 1738 wechselte er in Hamburg zur Bühne und wurde Mitglied der Truppe der Neuberin. 1739 spielte er bei Johann Friedrich Schönemann. Im Jahre 1741 kehrte er zur Truppe der Neuberin zurück, wo er bis 1743 blieb. Anschließend war er kurze Zeit Mitglied der Gesellschaft von Sophie Charlotte Schröder. 1744 heiratete er die Schauspielerin Philippine Tümler, wonach beide nicht mehr als Schauspieler auftraten. Nach dem frühen Tode seiner Ehefrau, 1746, nahm er wieder ein Engagement bei der Neuberin an. 1748 wurde er ein Mitglied am Wiener Burgtheater bzw. Hofburgtheater und spielte zunächst jugendliche, komische und später Väterrollen. Am 1. Dezember 1777 ging er als erster Hofschauspieler in Pension. Im Alter von 73 Jahren verstarb Heydrich in Wien.